# Gustav Vratislav Herrmann
Gustav Vratislav Herrmann (29. prosince 1839 Hradec Králové – 9. dubna 1873 Hradec Králové) byl český spisovatel, překladatel a voják.

## Rodina
Narodil se jako nejstarší z dětí Františka Xavera Herrmanna a Kateřiny, rozené Pospíšilové, dcery Jana Hostivíta Pospíšila. Jeho mladšími bratry byl spisovatel a novinář Ignát Herrmann (1854–1935) a Emil Herrmann (1841–1892), rovněž literárně činný.

## Život
Studoval gymnázium v Hradci Králové. Kvůli odjezdu rodiny do amerického Texasu v roce 1851 ale studium přerušil v první gymnaziální třídě. Po návratu do Čech se vyučil vyučil knihkupcem a v letech 1857–59 působil jako knihkupecký příručí a korektor u nakladatele Jana Otty v Praze. Roku 1859 dobrovolně vstoupil do rakouské armády a stal se důstojníkem. V řadách 11. pěšího pluku sloužil v Čechách (Písek) a severní Itálii (Treviso, Rovigo /kde navštěvoval šikovatelskou školu/, Benátky, Battaglia, Trento). V roce 1860 se stal desátníkem a brzy šikovatelem. V roce 1864 byl povýšen do hodnosti poručíka. Během války v roce 1866 se účastnil bojů s oddíly Guiseppa Garibaldiho v Tyrolsku. Po válce byl přeložen nejprve do Bolzana, následně do Lince. Později působil při generálním štábu, kde se podílel na zpracování mapových podkladů. V roce 1871 se v rámci vojenské služby vrátil do Hradce Králové. Pobýval i v Novém Bydžově. V roce 1872 byl povýšen na nadporučíka, avšak v důsledku plicního onemocnění z armády v roce 1873 odešel. Zemřel téhož roku v nedožitých 34 letech.
Kromě vojenské kariéry ale se svými bratry sdílel kulturní zájmy a byl od 17 let literárně činný. Ačkoliv mu bylo v době vojenské služby zakazováno publikovat, vydával zejména zábavné texty v různých časopisech (Poutník od Otavy, Lumír, Humoristické listy, Koleda). Překládal z několika jazyků (francouzštiny, angličtiny a němčiny). Psal poezii i prózu – historické povídky, dobrodružné povídky pro mládež i verše. Jeho klíčovým dílem se stala historická povídka Bojanov, vydaná v roce 1860. Jako první do české povídky zapojil motivy z Ameriky, když v povídkách Osada u Červené řeky (1865) a Pohorský lovec (1869) uplatnil zkušenosti z pobytu v USA. Podílel se rovněž na sepsání historie 11. pěšího pluku rakouské armády. Dílo nazvané Geschichte des k. k. Infanterie-Regimentes Kronprinz Albert von Sachsen Nro. 11 (im Zusammenhange mit den gleichzeitigen größeren Kriegs-Begebenheiten) zůstalo v rukopise, umístěného v knihovně Rakouského státního archivu ve Vídni.

## Dílo
- Bojanov: povídka z patnáctého věku (1860) – z doby Jiřího z Poděbrad
- Ungvarská slečna (1863)[3] – dějově vychází z povstání Františka Rákócziho
- Bitva u Lepanta: původní povídka z časů Veneciánské republiky (1864)
- Osada u Červené řeky: vypravování z lesů a divočin severoamerických (1865)
- Skotský zámek: dějepisný obraz pro dospělejší mládež (1867)
- Pohorský lovec: obraz ze života osadníků amerických (1869)[5]

### Překlady
- Filip Körber: Povstání divochů na ostrově Javě (1858)
- Eugène Sue: Salamandr: román ze života námořnického (1866)[5]